# Тронгса-пенлоп
Пенлоп Тронгсы (Дзонг-кэ: ཀྲོང་གསར་དཔོན་སློབ་; Вайли: Krong-gsar dpon-slob), также называемый Пенлопом Чхоетсе (Дзонг-кэ: ཆོས་རྩེ་དཔོན་སློབ་; Вайли: Chos-rtse dpon-slob; также пишется "Chötse"), является Дзонг-кэ титулом, означающим "губернатор провинции Тронгса (Чхоетсе)". Обычно он присваивается законному наследнику Королевства Бутан. Последним обладателем этого титула был король Джигме Кхесар Намгьял Вангчук, который в то время был принцем (Дзонг-кэ: dasho, gyalsey). В настоящее время наследником является принц Джигме Намгьел Вангчук, поскольку этот титул предназначен для официально назначенного наследника и может быть изменен правящим королем. Кроме того, правящий Друк Гьялпо может сохранить этот пост или передать его другому лицу после коронации. Правильный вариант обращения - Его Королевское Высочество Тронгса (Чхоетсе) Пенлоп.
Пенлоп - это титул, который приблизительно переводится как "губернатор провинции" или европейский титул "Герцога". Коронованный принц носит титул "Пенлоп Тронгсы", или "Пенлоп из Тронгсы", который носила Династия Вангчук до своего восшествия на престол. Первоначально существовали пенлопы для каждой из девяти провинций Бутана, но они были объединены под контролем 12-го пенлопа Тронгсы Угьена Вангчука, когда он стал первым Друк Гьялпо.

## История
При ранней теократической дуальной системе управления в Бутане снижение контроля центрального правительства привело к фактическому распаду должности Шабдрунга Ринпоче после смерти Шабдрунг Нгаванг Намгьял в 1651 году. При этой системе Шабдрунг управлял временным Друк Деси и религиозным Дже Кхемпо. Два преемника Шабдрунга - сын (1651) и сводный брат (1680) Нгаванга Намгьяла - действительно контролировались Друк Деси и Дже Кхенпо, пока власть не разделилась еще больше благодаря нововведениям в виде многочисленных воплощений Шабдрунга, отражающих речь, ум и тело. Все более светские региональные владыки (Пенлопы и Дзонгпены) соперничали за власть на фоне гражданской войны за Шабдрунга и вторжений из Тибета и Монгольской империи.
Пенлопы Тронгсы и Паро, а также дзонгпены Пунакха, Тхимпху и Вангди-Пходранг были особенно заметными фигурами в борьбе за региональное господство. В этот период за власть боролись в общей сложности девять провинций и восемь пенлопов.
Чогьял Минджур Тенпа (1613-1680; правил: 1667-1680) был первым пенлопом Тронгсы, назначенным Нгавангом Намгьялом. Он родился Дамчо Лхундруб в Мин-Чуде, Тибет, и с детства вел монашеский образ жизни. До своего назначения в Тронгсу он занимал должность Умзея (мастера песнопений). Доверенный последователь Шабдрунга, Минджур Тенпа был послан покорить царей Бумтанга, Лхунце, Трашиганга, Жемганга и других владык из Тронгса-дзонга. В результатее этого Тронгса установила контроль над восемью восточными областями (Шачхо Кхорло Тсегай), надзор за которыми осуществляли дунгпы и кутшабы (гражданские служащие). В дальнейшем были построены такие дзонги, как Джакар-дзонг, Лхунце-дзонг, Трашиганг-дзонг и Жемганг-дзонг.
| №  | Имя                                   | Годы правления       |
| -- | ------------------------------------- | -------------------- |
| 1  | Tongsab Чогьял Минджур Тенпа          | 1646-??              |
| 2  | Tongsab Sherub Lhendup (Namlungpa)    | (fl. 1667)           |
| 3  | Tongsab Zhidhar (Druk Dhendup)        | (fl. 1715)           |
| 4  | Tongsab Dorji Namgyel (Druk Phuntsho) | ?                    |
| 5  | Tongsab Sonam Drugyel (Pekar)         | (fl. 1770)           |
| 6  | Tongsab Jangchhub Gyeltshen           | ?                    |
| 7  | Tongsab Konchhog Tenzin               | ?                    |
| 8  | Tongsab Ugyen Phuntsho                | ?                    |
| 9  | Tongsab Tshoki Dorji                  | ?–1853               |
| 10 | Tongsab Samdrup Джигме Намгьял        | 1853–1870            |
| 11 | Tongsab Dungkar Gyeltshen             | 1870–1882            |
| 12 | Gongsar Угьен Вангчук                 | 1882–1907            |
| 13 | Gyalsey Джигме Вангчук                | 1923–??              |
| 14 | Gyalsey Джигме Дорджи Вангчук         | 1946–??              |
| 15 | Gyalsey Джигме Сингье Вангчук         | 1972–??              |
| 16 | Gyalsey Джигме Кхесар Намгьял Вангчук | 2004–настоящее время |